# Pseudophilautus variabilis
Pseudophilautus variabilis е изчезнал вид земноводно от семейство Веслоноги жаби (Rhacophoridae).

## Разпространение
Видът е бил ендемичен за Шри Ланка.